# Olympische Sommerspiele 1996/Teilnehmer (Turkmenistan)
| Gelbes Symbol für Goldmedaillen mit stilisierten Olympischen Ringen | Graues Symbol für Silbermedaillen mit stilisierten Olympischen Ringen | Braundes Symbol für Bronzemedaillen mit stilisierten Olympischen Ringen |
| ------------------------------------------------------------------- | --------------------------------------------------------------------- | ----------------------------------------------------------------------- |
| —                                                                   | —                                                                     | —                                                                       |

Turkmenistan nahm an den Olympischen Sommerspielen 1996 in Atlanta, USA, mit einer Delegation von sieben Sportlern (vier Männer und drei Frauen) teil. Es war die erste Teilnahme bei Olympischen Spielen für Turkmenistan als eigenständiger Staat, nachdem man 1992 in Barcelona, Spanien als Teil des Vereinten Teams teilnahm.

## Teilnehmer nach Sportarten

### Boxen
- Shokhrat Kurbanov
Halbmittelgewicht: 17. Platz

### Judo
- Galina Atayeva
Frauen, Superleichtgewicht: 15. Platz

- Olesya Nazarenko
Frauen, Halbschwergewicht: 15. Platz

### Leichtathletik
- Wladimir Maljawin
Weitsprung: In der Qualifikation ausgeschieden

### Ringen
- Rozy Redzhepov
Leichtschwergewicht, griechisch-römisch: 12. Platz

### Schießen
- Igor Pirekeyev
Kleinkaliber liegend: 11. Platz

### Tischtennis
- Aida Steşenko
Frauen, Einzel: 49. Platz